# Liste kasachischer Zeitungen
Die folgende Liste enthält eine Auswahl von Zeitungen, die in Kasachstan herausgegeben werden.

## Tageszeitungen
| Zeitung                         | Sprache    | Auflage |
| ------------------------------- | ---------- | ------- |
| Kasachstanskaja Prawda          | russisch   | 113.850 |
| Egemen Qazaqstan                | kasachisch | 83.600  |
| Express K                       | russisch   | 19.975  |
| Liter                           | russisch   | 33.000  |
| Aikyn                           | kasachisch | 39.300  |
| Wremja                          | russisch   | 171.715 |
| Iswestija-Kasachstan            | russisch   | 6.500   |
| Komsomolskaja Prawda-Kasachstan | russisch   | 10.000  |

## Wochenzeitungen
| Zeitung                     | Sprache                 | Auflage |
| --------------------------- | ----------------------- | ------- |
| Panorama                    | russisch                | 17.200  |
| Karawan                     | russisch                | 225.000 |
| Shas Alash                  | kasachisch              | 92.300  |
| Delowaja nedelja            | russisch                | 20.150  |
| Argumenty i Fakty           | russisch                | 78.400  |
| Novoje Pokolenije           | russisch                | 35.500  |
| Respublika                  | russisch                |         |
| Megapolis                   | russisch                | 16.500  |
| Central Asia Monitor        | englisch                | 14.100  |
| Delowoj Kasachstan          | russisch                | 12.000  |
| Business & Wlast            | russisch                | 32.000  |
| Turkistan                   | kasachisch              | 13.100  |
| Deutsche Allgemeine Zeitung | deutsch und russisch    | 2.200   |
| Ana tili                    | kasachisch              | 18.100  |
| Ak Shol-Kasachstan          | kasachisch              | 30.000  |
| The Kazakhstan Monitor      | englisch                | 16.000  |
| The Almaty Herald           | englisch                | 10.000  |
| Kursiv                      | russisch                | 7.500   |
| Juriditscheskaja Gaseta     | kasachisch und russisch | 32.000  |